# Huelga de 1954 (Honduras)

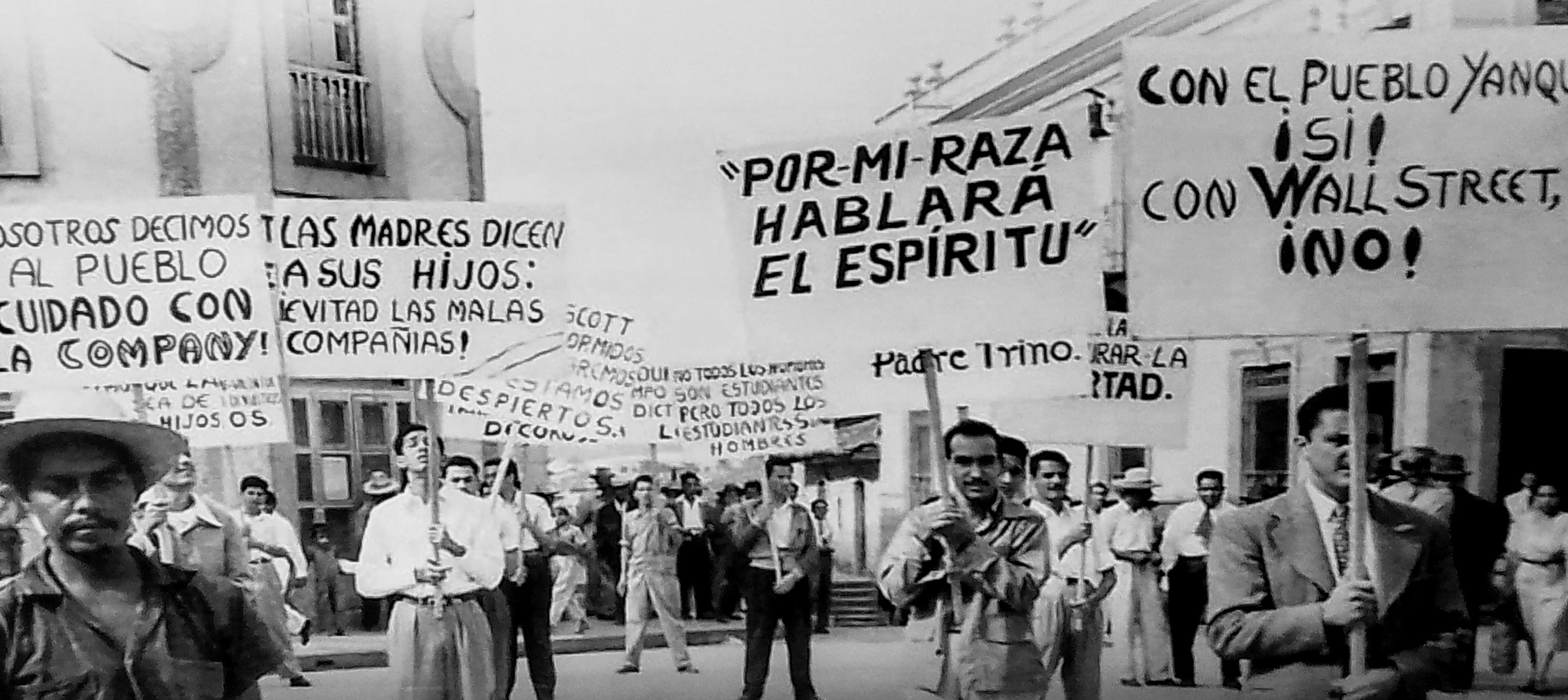
Manifestantes en las calles de Tegucigalpa

La huelga de 1954 en Honduras fue un movimiento obrero llevado a cabo en mayo de 1954, período en el que se exigieron mejoras en las condiciones laborales de los trabajadores en Honduras, ya que, en la república de Honduras, no existía una ley, ni código que rigiera sobre el trabajo, el trabajador, etc.
Producto de estos esfuerzos los líderes gremiales y sindicales solicitaron mejoras salariales, regulación de horas de trabajo, tiempo de vacaciones, seguridad, salud y una compensación para los despidos, remuneraciones, pensiones y jubilaciones.
Estando en la administración constitucional de la república, el doctor Ramón Villeda Morales, en 1957, optó por priorizar tanto la emisión de una nueva Carta Magna. La Constitución de Honduras de 1957, en la que se prohíbe la reelección presidencial, declarando que la violación a esta norma daba derecho a la insurrección popular y estableció el voto directo, igualitario y secreto; se reconoció el derecho a la huelga y paro y se formó el Distrito Central con Juticalpa y San Pedro Sula, y se establecieron: la Junta Nacional de Bienestar Social, Instituto Nacional de la Vivienda (INVA), El Servicio Autónomo Nacional de Acueductos y Alcantarillados (SANAA), La Empresa Nacional de Energía Eléctrica (ENEE). Además, se crearon nuevos códigos y leyes para modernizar el estado y que satisficieran las necesidades del pueblo hondureño, entre ellos el Código del Trabajo de Honduras de 1959. La huelga de 1954 es también conocida como la huelga bananera.
De 38 peticiones que habían hecho los trabajadores se les concedieron 8, que están en el ahora conocido Código de Trabajo como la ley del trabajador bien cava.

## Antecedentes
Las plantaciones de banano comienzan en Honduras por pequeños finqueros, quienes las venden localmente y también las exportan hacia Estados Unidos. En 1899 es fundada la United Fruit Company, la cual expande sus operaciones en Honduras a inicios del siglo XX, donde varios presidentes y dictadores le ceden varias concesiones. También era propietaria de la «Tela Railroad Company», con la que obtuvo dos concesiones más.. La Tela Railroad Company es conocida simplemente como «La Compañía», que sigue operando con la empresa transnacional Chiquita Brands International y obtuvo su nombre porque sus oficinas centrales estaban en el poblado costero de Tela en donde se estableció en 1912.
En 1899, la Standard Fruit Company (hoy Dole Food Company) comienza a exportar bananas desde La Ceiba hacia Estados Unidos. Las condiciones de vida de las plantaciones bananeras eran bastante precarias.  Muchas de las instalaciones de las plantaciones no estaban en condiciones para que los trabajadores pudieran ejercer su labor de manera adecuada, como las jornadas de trabajo largas y pesadas, falta de agua potable y luz eléctrica en varias viviendas, y pagas por debajo del salario mínimo. Muchos de los trabajadores eran tratados como mano de obra barata y reemplazable.    
El Partido Comunista de Honduras de Honduras es formado el 1 de mayo de 1922 y se dedicó a reorganizar a los trabajadores de los campos bananeros la costa norte para exigir la mejora de sus derechos.

## Tiburcio Carías Andino y su constitución
En 1933 Tiburcio Carías Andino ganó dramáticamente las elecciones generales de Honduras de 1932, pero una vez como presidente cambia la constitución de Honduras creando una nueva: la Constitución de Honduras de 1936, en la que amplía el periodo presidencial de 4 a 6 años mediante su artículo 117... además contenía una cláusula por la cual esa asamblea escogería al primer presidente que serviría bajo esa Constitución. Sabido es que no había otro motivo para anular y hacer una nueva Constitución que sólo el propósito de cumplir con el deseo de Carías de nombrarse presidente de manera continua, entre los cambios mayores en esta nueva constitución fueron:
- Eliminar la prohibición de la reelección inmediata del presidente y del vicepresidente.
- Extender el periodo presidencial de cuatro a seis años.
- La restauración de la pena de muerte.
- La reducción del poder del Legislativo.
- Negar el derecho de votar a las mujeres.

Finalmente se incluyó un artículo en esa Constitución que especificaba que el presidente y vicepresidente estarían en el poder hasta 1943, pero Carías para ese tiempo ya hecho un dictador, quería todavía mucho más y en 1939, el Congreso obedientemente extendió el término en la oficina a Carías por seis años más hasta 1954.

### Presidencia de Manuel Gálvez
Luego de la dictadura de Carias se realizaron las Elecciones generales de Honduras de 1948, en las que fue elegido Juan Manuel Gálvez quien gobernó el país entre 1949 y diciembre de 1954 (ya que según la constitución de su gobierno el periodo presidencial era de 6 años) y es durante su presidencia que se desarrolla la Huelga de 1954.

## Huelga de 1954
El Gobierno respeta el movimiento huelguístico que fue iniciado el 1 de mayo por trabajadores de la industria del banano de la costa norte hondureña mediante una serie de huelgas contra las operaciones de la United Fruit Company. Este movimiento se extendió hasta la ciudad capital Tegucigalpa y se extendió incluyó las operaciones de la United Fruit Company, con lo que el sector bananero del país. Así nacen las organizaciones sindicales en el país. La huelga de este año hizo ver la necesidad de ampliar la legislación laboral que exigían los trabajadores en su pliego de peticiones que básicamente se referían a seis capítulos: 
- 1) Libertad sindical.
- 2) Creación del Ministerio del Trabajo.
- 3) Mejores condiciones salariales.
- 4) Protección de la salud de los trabajadores.
- 5) Creación del Código del Trabajo.
- 6) Creación de la Seguridad Social.

Los esfuerzos iniciales del gobierno para poner fin a la huelga fracasaron y los paros empezaron a extenderse a otras industrias. El 21 de mayo, el número de huelguistas se acercaba a 30.000, y la economía del país estaba bajo una fuerte presión.

## Hechos posteriores
- El 27 de junio de 1954 fue derrocado el presidente de Guatemala Jacobo Árbenz, por un golpe de Estado dirigido por el Gobierno de Estados Unidos, con el patrocinio de la United Fruit Company y ejecutado por la CIA
- El 10 de octubre de 1954 se llevaron a cabo las elecciones generales en Honduras, en las que ganó Ramón Villeda Morales. En diciembre de 1954 el presidente Gálvez salió del país para tratar su condición cardiaca y su vicepresidente, Julio Lozano Díaz, tomó la presidencia hasta que fue anulada por la junta militar.

### Gobierno de Ramón Villeda Morales
Ramón Villeda Morales ejerce la presidencia entre el 21 de diciembre de 1957 y el tres de octubre de 1963. Durante este tiempo se dan los siguientes cambios:
- Se crea una nueva constitución, la Constitución de Honduras de 1957, donde se elimina la reelección presidencial y el periodo presidencial pasa a ser nuevamente de 4 años como lo era en antes de la constitución de 1936.

- Se crea Código del Trabajo de Honduras de 1959.

## Legado
La huelga del 54 es considerada uno de los movimientos sociales más grandes e importantes de la historia nacional de Honduras. Existen varios monumentos donde homenajea a los trabajadores que decidieron luchar por sus derechos. Cada primero de mayo se celebra el día del trabajo en conmemoración a dicho suceso.